# 2009年華盛頓地鐵列車追撞事故

發生事故的營運公司華盛頓都會區交通局標誌

2009年華盛頓地鐵列車追撞事故，是發生於2009年6月22日下午5時左右（UTC−04:00）的火车事故。一輛行駛於華盛頓地鐵紅線的列車，在哥倫比亞特區東北部托騰堡站和塔科馬站間撞上前方停止等待進站的另一班列車。前兩節車廂撞上并削开前面地鐵列車，該列車隨車員當場死亡。事故總計造成至少9死76傷。該地鐵線是華盛頓主要交通工具，是華盛頓地鐵40年來，最嚴重的交通意外。联邦调查局已排除恐怖襲擊。

## 外參考
- 專家﹕疑防撞系統失靈